# Pénélope Leprevost
Pénélope Leprévost (* 1. August 1980 in Rouen) ist eine französische Springreiterin.
Sie gewann mit der französischen Equipe bei Olympischen Sommerspielen 2016 die Goldmedaille.

## Leben
Pénélope Leprévost stammt nicht aus einer Reiterfamilie, saß aber mit drei Jahren zum ersten Mal auf einem Pony. Mit sechs Jahren nahm sie an ihren ersten französischen Meisterschaften in Lamotte-Beuvron teil und setzte ihre sportliche Karriere fort. Nach dem Baccalauréat 1998 entschied sich Pénélope gegen das Architekturstudium, für das sie bereits eingeschrieben war, und für eine Sportkarriere. Mit Hilfe ihres Lebensgefährten Guillaume Blin-Lebreton wurde sie Profi. Das Paar heiratete. Leprévost bekam 2006 eine Tochter und trennte sich später von Guillaume Blin-Lebreton. Sie ist alleinerziehende Mutter und ihre Eltern sind in die Nähe ihres Hauses gezogen, um ihre Tochter zu betreuen, wenn Leprévost auf Turnieren unterwegs ist. Ihre Pferde stehen in der Nähe von Lisieux. Sie ist mit dem Springreiter Kevin Staut liiert. Sie ist Inhaberin des Unternehmens „Penelope Boutique“, das sich auf Pferdezubehör und Reitsportartikel spezialisiert hat.

## Sportlaufbahn
2008 nahm sie mit der französischen Equipe an ihrem ersten Nationenpreis teil und gewann den Nationenpreis in Zagreb. Sie beginnt ihre Zusammenarbeit mit Michel Robert, der später ihr Mentor wurde. Am 6. Oktober 2010 gewann sie im Team mit Kevin Staut, Olivier Guillon und Patrice Delaveau die Silbermedaille bei den Weltreiterspielen in Lexington. Im Jahr 2011 ist Leprévost regelmäßig Teil der französischen Nationenpreisequipe im Springreiten. Im März 2016 befand sie sich auf Platz 12 der Weltrangliste. Sie erreichte Platz 8 beim Weltcup-Finale 2016 in Göteborg mit Vagabond de la Pomme.
Bei den Weltreiterspielen 2010 in Lexington (Kentucky) gewann Pénélope Leprévost auf Mylord Carthago zusammen mit Patrice Delaveau, Kevin Staut und Olivier Guillon die Silbermedaille mit der Equipe.
Zusammen mit Simon Delestre, Kevin Staut und Patrice Delaveau gewann Pénélope Leprévost bei den Weltreiterspielen 2014 in der Normandie auf Flora de Mariposa erneut die Silbermedaille mit der französischen Equipe.
Bei den Olympischen Spielen 2016 in Rio schied sie im Einzelwettbewerb aus, dafür gewann sie einige Tage später mit der französischen Equipe, zusammen mit Kevin Staut, Roger-Yves Bost und Philippe Rozier die Goldmedaille in Springen. In der ersten Runde am half sie ihrer Equipe mit einem fehlerfreien Ritt. Am nächsten Tag blieben ihre drei Teamkollegen ebenfalls fehlerfrei und sicherten sich die Goldmedaille, so dass Pénélope Leprévost mit ihrer Stue Flora de Mariposa im Finale nicht mehr antreten musste.
Pénélope Leprévost, die in die engere Auswahl für die Olympischen Spiele 2024 gekommen war, musste wegen einer Verletzung ihres Pferdes Bingo del Tondou auf die Teilnahme verzichten.

## Pferde

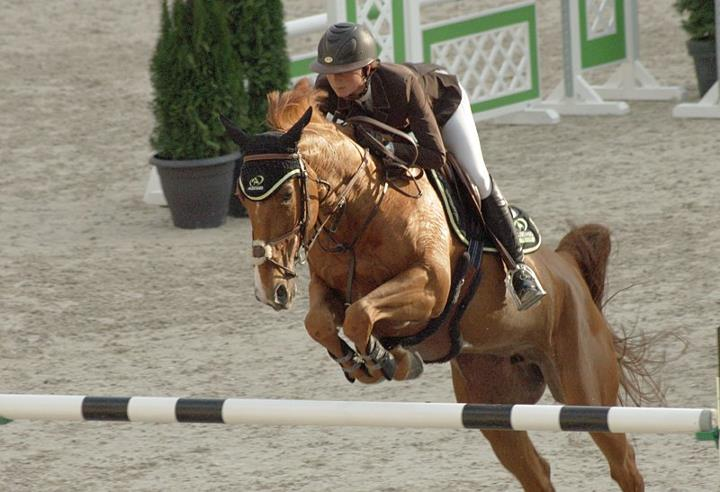
Pénélope Leprevost mit Modena beim CSI 5* Saut Hermès im Grand Palais, Paris 2012

- Mylord Carthago*HN (* 2000), Selle Français, Schimmelhengst, Vater: Carthago, Muttervater: Jalisco B
- Oscar des Fontaines (* 2002), brauner Selle Français-Hengst,
- Andora Z (* 2003), Fuchsstute, Vater: Andiamo Z, Muttervater: Parlando, bis Juni 2011, inzwischen von Marlon Módolo Zanotelli geritten.
- Jubilee d´Ouilly (* 1997), braune Selle Français-Stute, Vater: Palestro II, Muttervater: Graphit, später von Trevor Coyle und Laura Kraut geritten[9]